# (3477) Kazbegi
(3477) Kazbegi (1979 KH) – planetoida z pasa głównego asteroid okrążająca Słońce w ciągu 3,59 lat w średniej odległości 2,35 j.a. Odkrył ją Richard Martin West 19 maja 1979 roku.